# Oxo (cràter)
Oxo és un cràter sobre la superfície del planeta nan Ceres, situat amb el sistema de coordenades planetocèntriques a 42.73 ° de latitud nord i 0.31 ° de longitud est. Fa un diàmetre de 10 km. El nom va ser fet oficial per la UAI el 21 de setembre del 2015 i fa referència a Oxo, divinitat de l'agricultura dels candomblé.